# Kadić Ottokár
Kadić Ottokár (Ópazova, 1876. július 29. – Budapest, 1957. február 28.) horvát származású magyar geológus, paleontológus, egyetemi tanár, a magyarországi ősemberkutatás elindítója és a szervezett magyar barlangkutatás megalapítója.

## Életrajza
Édesapja horvát nemzetiségű, édesanyja Forkly Auguszta magyar volt. Kadić magyarnak vallotta magát és horvát származását sem tagadta meg. A nehezen kiejthető, írásban gyakran tévesen megjelenő vezetéknevétől akkor sem vált meg, amikor az 1930-as években divatos volt az idegenül hangzó nevek magyarosítása. A magyar betűvetést édesanyjától sajátította el.
Gyermekkorát Oriovácon (Horvát-Szlavónország, Pozsega vármegye) töltötte. A horvátországi Karsztban töltött ifjúkori éveinek hatására élete végéig eljegyezte magát a karsztkutatással és rokontudományaival. Elemi iskolai tanulmányait itt végezte. Egyetemi tanulmányait Zágrábban, majd Münchenben folytatta (1900-ban doktorált), ahonnan Magyarországra, a Földtani Intézetbe került és innen vonult nyugállományba 1936-ban. 1917-ben karsztgeológiából magántanári címet nyert, amit 1924-ben a gerincesek őslénytanával egészített ki. 1928-ban az egyetemi nyilvános rendkívüli tanári címmel tüntették ki. A Szent István Akadémia 1929-ben rendes tagjai sorába választotta, székfoglalóját december 29-én „A magyar barlangkutatás ősrégészeti eredményei” címmel tartotta meg. 1930-tól a Budai Vár-barlang rendszer feltárását felügyelte. Életműve alapján 1953]ban a föld- és ásványtani tudományok kandidátusává minősítették.
Az 1899-ben Borbolyán előkerült őscet csontvázát is ő állította össze Tasnádi Kubacska András 1963-ban megjelent könyve szerint. Mint a Földtani Intézet munkatársa részt vett az ország földtani felvételezésében, egyebek között dolgozott a horvátországi karszt területén is. Erdélyben, a Hátszegi-medencében is végzett földtani térképezéseket, amely során kréta időszaki őshüllők, közöttük dinoszauruszok maradványaira bukkant.  Eredményei ellenére nagy szegénységben halt meg, hatalmas dokumentumgyűjteménye elveszett.

## Barlangkutatói pályafutása

### Bükk-vidéki barlangkutatások
1906-ban Herman Ottó buzdítására a Szeleta-barlangban végzett kutatásai alkalmával a pleisztocén végén több tízezer éven át itt élő ősembernek pompásan megmunkált babérlevél alakú, kalcedon lándzsahegyeit felfedezte. Ezzel a felfedezéssel indította meg hazánkban az addig meglehetősen elhanyagolt barlang- és ősemberkutatást. Az 1913-ig tartó ásatások során rengeteg barlangi medve csontra, tűzhelyre, csiszolt kőeszközre és sok paleolit kőeszközre bukkantak. Ezt a Bükk-vidék sok barlangjára jellemző kőipart ma világszerte Szeleta-kultúrának nevezik. Igen jelentős az 1932. évi Suba-lyuk ásatás, ahol Dancza Jánossal megtalálták az itt élt neandervölgyi ember állkapcsát.
Bükki kutatásai még:: Puskaporosi-kőfülke Kormos Tivadarral, 1910-ben. A Büdös-pesti ásatása során egy neolit korú női csontvázat találtak. 1912-ben vizsgálta meg a lillafüredi Anna-barlangot, aminek elkészítette a térképét, és Hámori-barlang néven ismertette. 1913-ban bejárta, felmérte és leírta a lillafüredi Szent István-barlang akkor ismert szakaszát. 1915 – Puskaporosi-barlang. 1929-ben az Istállós-kői-barlangban folytatott ősrégészeti kutatást. 1950-ben a Kő-lyukban végzett ásatást, amelyik az utolsó ásatása volt.

### További barlangkutató tevékenysége
A budai Várhegy forrásmészkő takarójában ősemberi kavicseszközöket ás ki, melyeknek korát az 1960-as években Vértes László vértesszőlősi ásatásával feltárt ősembertelep bizonyította. Ez a kavicseszközöket használó Buda-kultúra mintegy 350–400 ezer évvel ezelőtt virágzott a Duna partján. Feltárta és feldolgozta az addig mesterséges üregként nyilvántartott Vár-hegyi barlangpincéket. Az üregek egy részét kitisztíttatta, s azokat 1935-ben a közönség számára megnyitották. Itt rendezte be hazánk első barlangtani kiállítását. A Csákvári-barlangban 1926-ban és 1928-ban végzett ásatásokat, ahonl például a háromujjú ősló pliocén kori maradványai kerültek elő. A Szemlő-hegyi-barlang első tudományos vizsgálatát, felmérését is ő végezte el, ezért hívták ezt a barlangot Kadić Ottokár-barlangnak is. Kadićot több nagyobb barlang felmérésére is meghívták, mint a Tapolcai-tavasbarlanghoz vagy a balatonfüredi Lóczy-barlanghoz – ez utóbbi barlangot ő építtette ki. A Bátori-barlangot is feltérképezte 1919-ben. Az Abaligeti-barlangban először 1922-ben, Bokor Elemérrel járt, ahol elkészítették annak részletes térképét és modern leírását. További fontosabb megásatott barlangok: Baradla-barlang, Csévi-barlang, Leány-barlang. Összeállította a Kárpát-medence barlangjait ismertető, több mint 800 oldalas munkát, melyet ma a Földtani Intézetben őriznek. Több évtizedes kutatómunkájának eredményeit számos publikáció, fennmaradt kézirat, fotó, rajz rögzíti.

### Szerepe a szervezett magyar barlangkutatásban

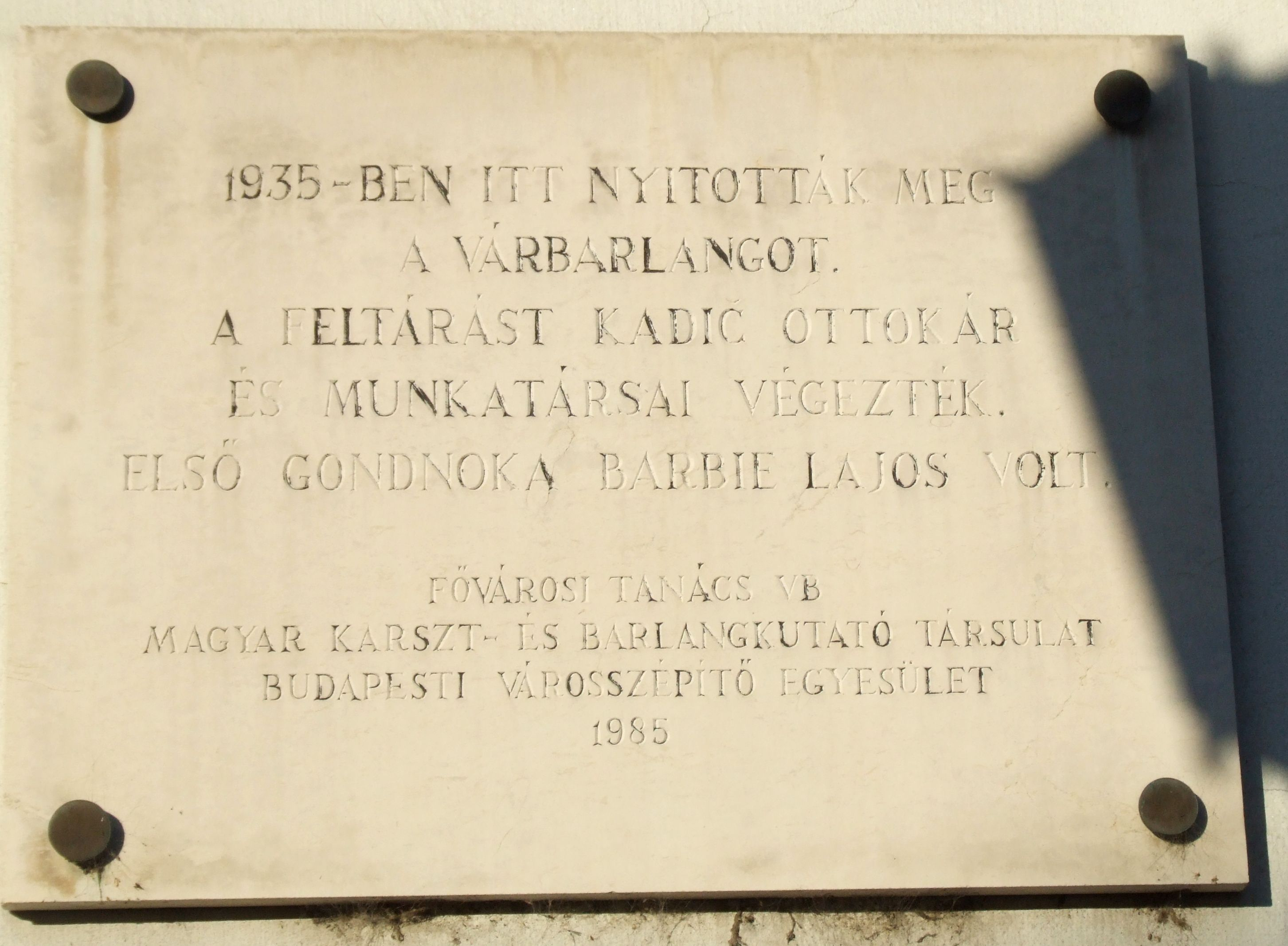
Barbie Lajossal közös emléktáblája

1910-ben főleg Kadić ásatásainak hatására megalakult a Magyarhoni Földtani Társulaton belül a Barlangkutató Bizottság, amiben Kadićot előadónak választották meg. Az 1913-ban megválasztották a Bizottságból Szakosztállyá alakult szervezet titkárává. Később alelnöki funkciót töltött be. Az 1913-ban megindított Barlangkutatás című folyóiratnak 1921-ig, illetve 1938-tól 1944-ig szerkesztője. Az 1926. február 20-án megalakult önálló Magyar Barlangkutató Társulatnak főtitkára, 1932-től pedig ügyvezető elnöke lett. Az 1926-tól 1943-ig megjelenő Barlangvilág című lapnak mindvégig a szerkesztője. Neki köszönhető, hogy 1927-ben hazánkban tartották a barlangkutatók első nemzetközi kongresszusát. 1929-ben törvénytervezetet állított össze a barlangokkal kapcsolatban.

## Emlékezete
- Nevét viseli a Kadić Ottokár-érem és a Kadić Ottokár-emléklap elismerés.
- Kéry Gábor és Kadić Ottokár emlékére 1982-ben a Lóczy-barlang bejáratánál emléktáblát helyeztek el. Szintén van egy Barbie Lajossal közös emléktáblája Budapest I. kerületében.
- Róla nevezték el a dorogi Kadić Ottokár Barlangkutató Csoportot.

## Publikációi
| Kadić Ottokár publikációi |
| --- |
| - Studien über das Labium der Coleoptern. (Mit 1 Taf. u. 6. Textfig. Inaugural-Dissertation.) – Jenaischo Zeitschrift für Naturwissenschaft, Bd. 36. 207–228. old. Jena, 1901. - A Bega jobb partján, Bálincz, Facsét és Dubesty környékén elterülő dombvidéknek geológiai viszonyai. (3 képpel.) – A Magyar Kir. Földtani Intézet évi jelentése 1902-ről. 95–106. old. Budapest, 1903. - Die geologischen Verhältnisse des Hügellandes am rechten Ufer der Bega in der Umgebung von Bálincz, Facset und Dubesty. (Mit 3 Textfig.) – Jahresbericht der kgl. Ung. Geologischen Anstalt für 1902. 107–119. old. Budapest, 1904. - A Bega felső folyásában, Facset, Kostej és Kurtya környékén elterülő dombságnak geológiai viszonyai. (4 képpel.) – A Magyar Kir. Földtani Intézet évi jelentése 1903-ról. 124–137. old. Budapest, 1904. - Die geologischen Verhältnisse des Hügellandes an der oberen Bega, in der Umgebung von Facset, Kostej und Kurtya. (Mit 4 Textfig.) – Jahresbericht der kgl. Ung. Geologischen Anstalt für 1903. 139–154. old. Budapest, 1905. - A borbolyai ősbálna rendszertani állása. (In: Telegdi Roth Lajos, Szontagh Tamás, Papp Károly és Kadić Ottokár: Előzetes jelentés a borbolyai miocénkorú balaenopteridaról.) (6 képpel.) – Földtani Közlöny, 34. köt. 5–7. füz. 225–232. old. Budapest, 1904. - Die systematische Stellung des Urwals von Borbolya. (In: Telegdi Roth Lajos, Szontagh Tamás, Papp Károly und Kadić Ottokár: Vorläufige Mitteilung über den miozänen Balaenopteriden von Borbolya. (Mit 6 Textfig.) – Supplement zum Földtani Közlöny, Bd. 34. 5–7. füz. 288–295. old. Budapest, 1904. - A krapinai diluviális ember kövült maradványairól. (7 képpel.) – Pótfüzetek a Természettudományi Közlöny 36. kötetéhez. 1. (73.) pótfüzet. 30–37. old. Budapest, 1904. - A Maros bal partján, Czella, Bulza és Pozsoga környékén elterülő hegyvidék geológiai viszonyai. – A Magyar Kir. Földtani Intézet évi jelentése 1904-ről. 127–141. old. Budapest, 1905. - Die geologischen Verhältnisse des Berglandes am linken Ufer der Maros, in der Umgebung von Czella, Bulza und Pozsoga. – Jahresbericht der kgl. Ung. Geologischen Anstalt für 1904. 148–165. old. Budapest, 1906. - A gyügy-mezei kövesült lónyelvről és agyvelőről. (Előadás kivonata.) – Földtani Közlöny, 35. köt. 10–12. füz. 502. old. Budapest, 1905. - A krapinai ősember maradványai. (4 képpel.) – Uránia, 6. évf. 62–65. old. Budapest, 1905. - A Feketekőrös völgyének geológiai viszonyai Vaskoh és Belényes között. – A Magyar Kir. Földtani Intézet évi jelentése 1905-ről. 96–103. old. Budapest, 1906. - Die geologischen Verhältnisse des Fekete-Kőröstales zwischen Vaskoh und Belényes. – Jahresbericht der kgl. Ung. Geologischen Anstalt für 1905. 112–121. old. Budapest, 1907. - A krapinai diluviális ember maradványairól. (1. tábl. és 16 képpel.) – Földrajzi Közlemények, 34. köt. 259–279. old. Budapest, 1906. - Über die Reste der diluvialen Menschen von Krapina. – Supplément au „Földrajzi Közlemények”, Bd. 34. 114–121. old. Budapest, 1906. - A krapinai diluviális ember maradványairól. Némileg rövidítve a „Földrajzi Közlemények” XXXIV. köt. VII. füzetéből. – Stomatológiai Közlöny, 5. évf. 324–347. old. Budapest, 1906. - A Maros bal partján, Tisza, Dobra és Lapugy környékén elterülő hegyvidék geológiai viszonyai. (1 képpel.) – A Magyar Kir. Földtani Intézet évi jelentése 1906-ról. 90–96. old. Budapest, 1907. - Die geologischen Verhältnisse des Berglandes am linken Ufer der Maros, in der Umgebung von Tisza, Dobra und Lapugy. – Jahresbericht der kgl. Ung. Geologischen Anstalt für 1906. 103–110. old. Budapest, 1908. - Mesocetus hungaricus Kadić. Egy új balaenopterida-faj a borbolyai mioczén rétegekből. 1–3 táblával és 70 szövegábrával. – A Magyar Kir. Földtani Intézet Évkönyve, 16. köt. 19–88. old. Budapest, 1907. - Mesocetus hungaricus Kadić, eine neue Balänopteridenart aus dem Miozän von Borbolya in Ungarn. Mit 3 Tafeln und 70 Textfig. – Mitteilungen aus dem Jahrbuche der kgl. Ung. Geologischen Reichsanstalt, Bd. 16. 21–92. old. Budapest, 1907. - A diluviális ember nyomai Magyarországon. (Előadás kivonata.) – Földtani Közlöny, 37. köt. 154–156. old. Budapest, 1907. - Beiträge zur Frage des diluvialen Menschen aus dem Szinvatale bei Miskolc. (Vortragsauszug.) – Supplement zum Földtani Közlöny, Bd. 37. 4–5. füz. 205–207. old. Budapest, 1907. - Adatok a szinvavölgyi diluviális ember kérdéséhez. (4 képpel.) – Földtani Közlöny, 37. köt. 9–11. füz. 333–345. old. Budapest, 1907. - Beiträge zur Frage des diluvialen Menschen aus dem Szinvatale. (Mit 4 Textfig.) – Supplement zum Földtani Közlöny, Bd. 37. 9–11. füz. 381–395. old. Budapest, 1907. - A hámori ősemberről. (Előadás kivonata.) – Földtani Közlöny, 38. köt. 1–2. füz. 78. old. Budapest, 1908. - Ausgrabungen in der Szeletahöhle. (Vortragsauszug.) – Supplement zum Földtani Közlöny, Bd. 38. 1–2. füz. 162–163. old. Budapest, 1908. - A Maros balpartján Radulesd, Bojabirz és Batrina környékén elterülő hegyvidék geológiai viszonyai. – A Magyar Kir. Földtani Intézet évi jelentése 1907-ről. 63–68. old. Budapest, 1909. - Die geologischen Verhältnisse des Berglandes am linken Marosufer in der Umgebung von Radulesd, Bojabirz und Batrina. – Jahresbericht der. kgl. ung. Geologischen Reichsanstalt für 1907. 71–76. old. Budapest, 1909. - Paleolitos kőeszközök a hámori Szeleta-barlangból. (5 képpel.) – Földtani Közlöny, 39. köt. 10–12. füz. 524–540. old. Budapest, 1909. - Paläolithische Steingeräthe aus der Szeletahöhle bei Hámor in Ungarn. (Mit 5 Textfig.) – Supplement zum Földtani Közlöny, Bd. 39. 10–12. füz. 580–598. old. Budapest, 1909. - A magyarországi ősgerincesek gyűjteménye. – Vezető a Magyar Kir. Földtani Intézet múzeumában. A Magyar Kir. Földtani Intézet Népszerű Kiadványai. I. köt. 36–55. old. Budapest, 1909. - Sammlung der ungarischen Urwirbeltiere. – Führer durch das Museum der kön. ungar. Geologischen Reichsanstalt. 41–61. old. Budapest, 1910. - Prehisztorikus eszközök. – Vezető a Magyar Kir. Földtani Intézet Múzeumában. 171–173. old. Budapest, 1909. - Vadudobri, Cserisor és Cserbel vidékének földtani viszonyai Hunyad-vármegyében. – A Magyar Kir. Földtani Intézet évi jelentése 1908-ról. 67–70. old. Budapest, 1910. - Die geologischen Verhältnisse der Umgebung von Vadudobri, Cserisor und Cserbel im Komitate Hunyad. – Jahresbericht der kgl. ung. Geologischen Reichsanstalt für 1908. 72–76. old. Budapest, 1911. - A Magyarhoni Földtani Társulat Barlangkutató Bizottságának feladatai. (Társszerző: Siegmeth Károly.) – Földtani Közlöny, 40. köt. 3–4. füz. 219–220. old. Budapest, 1910. - Die Aufgaben der Höhlenforschungskommission der Ungarischen Geologischen Gesellschaft. (Társszerző: Siegmeth Károly.) – Supplement zum Földtani Közlöny, Bd. 40. 3–4. füz. 299–300. old. Budapest, 1910. - A Balaton vidékének fosszilis emlősmaradványai. 6 táblával és 4 szövegközti ábrával. – A Balaton Tudományos Tanulmányozásának Eredményei. I. köt. 1 részének paleontológiai függeléke, 4. köt. XI. szakasz. 1–24. old. Budapest, 1910. - Die fossile Säugetierfauna der Umgebung das Balatonsees. (Mit 6 Taf. und 4 Textabbildungen.) – Resultate der wissenschaftlichen Erforschung des Balatonsees. I. Bd. 1. Teil. Paläont. Anhang. 4. Band, XI. Abhandlung. 1–26. old. Budapest, 1911. - A heidelbergi ősember állkapcsa. – Pótfüzetek a Természettudományi Közlöny 42. kötetéhez. 2–3. (97–98.) pótfüzet. 137–140. old. Budapest, 1910. - A hámori ősember. (Előadás kivonata.) – Természettudományi Közlöny, 42. évf. 822–823. old. Budapest, 1910. - A Runki-völgy földtani viszonyai Hunyadmegyében. – A Magyar Kir. Földtani Intézet évi jelentése 1909-ről. 77–80. old. Budapest, 1911. - A Szeleta-barlang mint kőkori lakóhely. (Előadás kivonata.) – Archaeologiai Értesítő, Új folyam, 31. köt. 94–95. old. Budapest, 1911. - Die geologischen Verhältnisse des Tales von Runk im Komitat Hunyad. – Jahresbericht der kgl. ung. Geologischen Reichsanstalt für 1909. 86–90. old. Budapest, 1912. - A hámori ősember kutatásának mai állása. (4 tábl.) – Archaeologiai Értesítő, Új folyam, 31. köt. 164–179. old. Budapest, 1911. - A puskaporosi sziklafülkében végzett próbaásatások eredményei. (In: A hámori Puskaporos és faunája Borsodmegyében.) – A Magyar Kir. Földtani Intézet Évkönyve, 19. köt. 109–113. old. Budapest, 1911. - Die Ergebnisse der Probegrabungen in der Felsnische Puskaporos. (In: Die Felscnische Puskaporos bei Hámor im Komitat Borsod und ihre Fauna.) – Mitteilungen aus dem Jahrbuche der kgl. ung. Geologischen Reichsanstalt, Bd. 19. 119–124. old. Budapest, 1911. - Jelentés az aggteleki Baradla-barlangban 1910-ben végzett rendszeres ásatásokról. – Földtani Közlöny, 41. köt. 9–10. füz. 665–668. old. Budapest, 1911. - Bericht über die in der Aggteleker Baradlahöhle in Jahre 1910 vorgenommenen systematischen Ausgrabungen. – Supplement zum Földtani Közlöny, Bd. 41. 9–10. füz. 712–716. old. Budapest, 1911. - Die Erforschung des diluvialen Menschen in Ungarn. – Jungungarn, Bd. 1. Heft. 1. 101–114. old. Berlin, 1911. - Az ujlóti Rhinoceros-koponya. (Előadás kivonata.) – Földtani Közlöny, 41. köt. 1–2. füz. 87. old. Budapest, 1911. - Ein Rhinocerosschädel von Ujlót. (Vortragsauszug.) – Supplement zum Földtani Közlöny, Bd. 41. 1–2. füz. 206. old. Budapest, 1911. - A Bükkhegység ősemberének egy újabb lakóhelye. (Előadás kivonata.) – Földtani Közlöny, 41. köt. 1–2. füz. 91. old. Budapest, 1911. - Über die Grabungen in den Höhlen des Bükkgebirges. – Supplement zum Földtani Közlöny, Bd. 41. 1–2. füz. 209. old. Budapest, 1911. - A Magyarhoni Földtani Társulat Barlangkutató Bizottságának évi jelentése 1910-ről. (Társszerző: Siegmeth Károly.) – Földtani Közlöny, 41. köt. 5–6. füz. 464–466. old. Budapest, 1911. - Jahresbericht der Höhlenforschungskommission der Ungarischen Geologischen Gesellschaft für 1910. (Társszerző: Siegmeth Károly.) – Supplement zum Földtani Közlöny, 41. köt. 5–6. füz. 531–534. old. Budapest, 1911. - Jelentés a horvát Karsztban 1911. évben végzett geológiai felvételekről. – A Magyar Kir. Földtani Intézet évi jelentése 1911-ről. 80–85. old. Budapest, 1912. - Bericht über die im kroatischen Karst im Jahre 1911. Ausgeführten geologischen Kartierungen. – Jahresbericht der kgl. ung. Geologischen Reichsanstalt für 1911. 87–92. old. Budapest, 1913. - Izvještaj o geološkom snimanju hrvatskog krša u god. 1911. – A Magyar Kir. Földtani Intézet évi jelentése 1911-ről. 271–275. old. Budapest, 1912. - A magyar-horvát tengerpart földtani viszonyai Fiume és Novi között. (2 képpel.) (Társszerzők: Kormos Tivadar és Vogl Viktor.) – A Magyar Kir. Földtani Intézet évi jelentése 1910-ről. 74–79. old. Budapest, 1912. - Die geologischen Verhältnisse des ungarisch-kroatischen Küstenlandes zwischen Fiume und Novi. (Mit 2 Textfig.) (Társszerzők: Kormos Tivadar és Vogl Viktor.) – Jahresbericht der kgl. ung. Geologischen Reichsanstalt für 1910. 78–83. old. Budapest, 1912. - Geološki odnošaji ugarsko-hrvatskog primorja izmedu Rijeko i Novoga. (Társszerzők: Kormos Tivadar és Vogl Viktor.) – A Magyar Kir. Földtani Intézet évi jelentése 1910-ről. 344–347. old. Budapest, 1912. - Dr. Kadić Ottokár jelentése a hámori Szeleta-barlangban 1911. évben folytatott ásatásokról. (2 képpel.) – Jelentés a Magyar Nemzeti Múzeum 1911. évi állapotáról. 178–182. old. Budapest, 1912. - Paläolithische Steingeräte aus der Szeletahöhle in Ungarn. Bericht über die paläethnologische Konferenz in Tübingen, 1911. (Mit 2 Tafeln.) – Beiheft zum „Korrespondenz-Blatt der Deutschen Gesellschaft für Anthropologie, Ethnologie und Urgeschichte.” Jhg. 1912. 34–37. old. Braunschweig, 1912. - A répáshutai Balla-barlangban végzett ásatások eredményei. (Előadás kivonata.) – Földtani Közlöny, 42. köt. 4. füz. 333. old. Budapest, 1912. - Resultate der Ausgrabungen in der Répáshutaer Ballahöhle. (Vortragsauszug.) – Supplement zum Földtani Közlöny, Bd. 42. 4. füz. 358. old. Budapest, 1912. - A Magyarhoni Földtani Társulat Barlangkutató Bizottságának 1911. évi jelentése. (Társszerző: Siegmeth Károly.) – Földtani Közlöny, 42. köt. 6. füz. 461–464. old. Budapest, 1912. - Jahresbericht der Höhlenforschungskommission der Ungarischen Geologischen Gesellschaft für 1911. (Társszerző: Siegmeth Károly.) – Supplement zum Földtani Közlöny, Bd. 42. 6. füz. 480–483. old. Budapest, 1912. - Jelentés a horvát Karsztban végzett geológiai felvételekről 1912-ben. – A Magyar Kir. Földtani Intézet évi jelentése 1912-ről. 50–52. old. Budapest, 1913. - Bericht über die im Jahre 1912. im kroatischen Karst ausgeführten geologischen Aufnahmen. – Jahresbericht der kgl. ung. Geologischen Reichsanstalt für 1912. 54–56. old. Budapest, 1913. - Izvještaj o geološkom snimanju hrvatskog krša god. 1912. – A Magyar Kir. Földtani Intézet évi jelentése 1912-ről. 358–360. old. Budapest, 1913. - Dr. Kadić Ottokár jelentése a hámori Szeleta-barlangban 1912. évben folytatott ásatásról. – Jelentés a Magyar Nemzeti Múzeum 1912. évi állapotáról. 282–283. old. Budapest, 1913. - Jelentés a Barlangkutató Bizottságnak 1912. évi működéséről. – Barlangkutatás, 1. köt. 2. füz. 68–81. old. Budapest, 1913. - Bericht über die Tätigkeit der Komission für Höhlenkunde im jahre 1912. – Barlangkutatás (Höhlenforschung), Bd. 1. 2. füz. 95–104. old. Budapest, 1913. - A magyar barlangkutatás céljai és útjai. – Barlangkutatás, 1. köt. 1. füz. 12–18. old. Budapest, 1913. - Ziele und Wege der ungarischen Höhlenforschung. – Barlangkutatás (Höhlenforschung), Bd. 1. 1. füz. 40–45. old. Budapest, 1913. - A barlangok elnevezéséről. – Barlangkutatás, 1. köt. 4. füz. 163–166. old. Budapest, 1913. - Über die Benennung der Höhlen. – Barlangkutatás (Höhlenforschung), Bd. 1. 4. füz. 194–197. old. Budapest, 1913. - Megindult az aggteleki barlang földalatti csodavilágának feltárása. – Nemzeti Ujság, 1913. március 13. Budapest, 1913. (Téves. Helyes: Megindult az Aggteleki barlang földalatti csodavilágának feltárása. – Nemzeti Újság, 9. évf. 59. sz. 1927. március 13. 2. old.) - A Platak és Gerovo közötti vidék geológiai viszonyai. – A Magyar Kir. Földtani Intézet évi jelentése 1913-ról. 52–55. old. Budapest, 1914. - Die geologischen Verhältnisse des Gebietes zwischen Platak und Gerovo. – Jahresbericht der kgl. ung. Geologischen Reichsanstalt für 1913. 55–58. old. Budapest, 1914. - Geološki odnošaji u predjelu izmedu Platka i Gerova. – A Magyar Kir. Földtani Intézet évi jelentése 1913-ról. 602–605. old. Budapest, 1914. - Az 1913. évben végzett barlangkutatásaim eredményei. 2 szövegábrával. – Barlangkutatás, 2. köt. 4. füz. 185–191. old. Budapest, 1914. - Resultate meiner Höhlenforschungen im Jahre 1913. – Barlangkutatás (Höhlenforschung), Bd. 2. 4. füz. 217–223. old. Budapest, 1914. - Jelentés a Barlangkutató Szakosztály 1913. évi működéséről. – Barlangkutatás, 2. köt. 1. füz. 19–32. old. Budapest, 1914. - Bericht über die Tätigkeit der Fachsektion für Höhlenkunde im Jahre 1913. – Barlangkutatás (Höhlenforschung), Bd. 2. 1. füz. 43–48. old. Budapest, 1914. - A barlangok kutatásáról. 2 szövegábrával. – Barlangkutatás, 2. köt. 3. füz. 124–132. old. Budapest, 1914. - Über die Erforschung der Höhlen. – Barlangkutatás (Höhlenforschung), Bd. 2. 3. füz. 154–161. old. Budapest, 1914. - A Szeleta-barlang kutatásának eredményei. (8 tábl. és 39 képpel.) – A Magyar Kir. Földtani Intézet Évkönyve, 23. köt. 147–278. old. Budapest, 1915. - Ergebnisse der Erforschung der Szeletahöhle. (Mit 8 Taf. und 39 Textfig.) – Mitteilungen aus dem Jahrbuche der kgl. ung. Geologischen Reichsanstalt, Bd. 23. 157–301. old. Budapest, 1916. - A barlangok kubikoló és fogásos ásatásáról. – Barlangkutatás, 3. köt. 2. füz. 92–94. old. Budapest, 1915. - Über das kubizierende und staffelweise Graben in Höhlen. – Barlangkutatás (Höhlenforschung), Bd. 3. 2. füz. 123–126. old. Budapest, 1915. - Jelentés a Barlangkutató Szakosztály 1914. évi működéséről. – Barlangkutatás, 3. köt. 1. füz. 12–20. old. Budapest, 1915. - Bericht über die Tätigkeit der Fachsektion für Höhlenkunde im Jahre 1914. – Barlangkutatás (Höhlenforscung), Bd. 3. 1. füz. 32–39. old. Budapest, 1915. - Újabb adatok a hámori barlangok ismeretéhez. – Barlangkutatás, 3. köt. 3–4. füz. 148–153. old. Budapest, 1915. - Neuere Beiträge zur Kenntnis der Höhlen von Hámor. – Barlangkutatás (Höhlenforschung), Bd. 3. 3–4. füz. 186–191. old. Budapest, 1915. - Gorničko, Trstenik és Polica vidékének földtani viszonyai. – A Magyar Kir. Földtani Intézet évi jelentése 1914-ről. 53–57. old. Budapest, 1915. - Die geologischen Verhältnisse der Umgebung von Gorničko, Trstenik und Polica. – Jahresbericht der kgl. ung. Geologischen Reichsanstalt für 1914. 59–63. old. Budapest, 1915. - Geološki odnošaji područja izmedju Gorničkog, Trstenika i Police. – A Magyar Kir. Földtani Intézet évi jelentése 1914-ről. 516–519. old. Budapest, 1915. - A magyar barlangtani irodalom jegyzéke (1914.) – Vörzeichnis der ungarischen speläologischen Literatur (1914.) – Barlangkutatás, 3. köt. 1. füz. 43–47. old. Budapest, 1915. - Čabar, Prezid és Tršće vidékének földtani viszonyai. (Egy szövegközti ábrával) – A Magyar Kir. Földtani Intézet évi jelentése 1915-ről. 74–78. old. Budapest, 1916. - Die geologischen Verhältnisse des Gebietes von Čabar, Prezid und Tršće. Mit 1 Textfig. – Jahresbericht der kgl. ung. Geologischen Reichsanstalt für 1915. 80–85. old. Budapest, 1917. - Geološki odnošaji okolice Čabra, Prezida i Tršća. – A Magyar Kir. Földtani Intézet évi jelentése 1915-ről. 579–583. old. Budapest, 1916. - Jelentés az 1915. évben végzett ásatásaimról. – A Magyar Kir. Földtani Intézet évi jelentése 1915-ről. 568–576. old. Budapest, 1916. - Bericht über meine Ausgrabungen im Jahre 1915. – Jahresbericht d. k. Geologischen Reichsanstalt für 1915. 610–618. old. Budapest, 1917. - Jelentés a Barlangkutató Szakosztály 1915. évi működéséről. – Barlangkutatás, 4. köt. 1. füz. 29–32. old. Bp. 1916. - Bericht über die Tätigkeit der Fachsektion für Höhlenkunde im Jahre 1915. – Barlangkutatás (Höhlenforschung), Bd. 4. 1. füz. 49–50. old. Budapest, 1916. - A Herman Ottó-barlang Hámor község határában. 9 szövegközti ábrával. – Barlangkutatás, 4. köt. 1. füz. 6–17. old. Budapest, 1916. - Die Herman Ottó-Höhle bei Hámor in Ungarn. – Barlangkutatás (Höhlenforschung), Bd. 4. 1. füz. 37–43. old. Budapest, 1916. - A Büdöspestben 1916. évben végzett ásatás eredményei. 1 szövegközti képpel. – Barlangkutatás, 4. köt. 3–4. füz. 136–140. old. Budapest, 1916. - Die Ausgrabungen in der Höhle Büdöspest im Jahre 1916. – Barlangkutatás (Höhlenforschnug), Bd. 4. 3–4. füz. 185–189. old. Budapest, 1916. - A magyar barlangtani irodalom jegyzéke (1915.) – Vorzeichnis der ungarischen speläologischen Literatur (1915.) – Barlangkutatás, 4. köt. 1. füz. 53–56. old. Budapest, 1916. - A Čabranka völgye és a Risnjak hegység földtani viszonyai. (Két szövegközti ábrával). – A Magyar Kir. Földtani Intézet évi jelentése 1916-ról. 98–110. old. Budapest, 1917. - Geologijski odnošaji doline Čabranke i Rišnjaka. (Sa 2 slike). – A Magyar Kir. Földtani Intézet évi jelentése 1916-ról. 690–701. old. Budapest, 1917. - Die geologischen Verhältnisse des Čabrankatales und des Risnjakgebirges. (Mit 2 Abbildungen im Text). – Jahresbericht der kgl. ung. geologischen Reichsanstalt für 1916. 109–122. old. Budapest, 1918. - Jelentés a Barlangkutató Szakosztály 1916. évi működéséről. – Barlangkutatás, 5. köt. 1. füz. 40–45. old. Budapest, 1917. - Bericht über die Tätigkeit der Fachsektion für Höhlenkunde im Jahre 1916. – Barlangkutatás (Höhlenforschung), Bd. 5. 1. füz. 79–82. old. Budapest, 1917. - Jelentés az 1916. évi barlangkutatásaimról. (3 szövegközti ábrával). – A Magyar Kir. Földtani Intézet 1916. évi jelentése. 664–674. old. Budapest, 1917. - Bericht über meine Höhlenforschungen im Jahre 1916. – Jahresbericht der kgl. ung. Geologischen Reichsanstalt für 1916. 702–712. old. Budapest, 1918. - A herkulesfürdői Zoltán-barlang. (1 térképpel). – Barlangkutatás, 5. köt. 2. füz. 109–111. old. Budapest, 1917. - Die Zoltánhöhle bei Herkulesfürdő. – Barlangkutatás (Höhlenforschung), Bd. 5. 2. füz. 130–132. old. Budapest, 1917. - A magyar barlangtani irodalom jegyzéke (1916). – Verzeichnis der ungarischen speläologischen Literatur (1916). – Barlangkutatás, 5. köt. 1. füz. 90–92. old. Budapest, 1917. - Jelentés a Barlangkutató Szakosztály 1917. évi működéséről. – Barlangkutatás, 6. köt. 1–4. füz. 38–40. old. Budapest, 1918. - Bericht über die Tätigkeit der Fachsektion für Höhlenkunde im Jahre 1917. – Barlangkutatás (Höhlenforschung), Bd. 6. 1–4. füz. 77–79. old. Budapest, 1918. - A magyar barlangtani irodalom jegyzéke (1917). – Verzeichnis der ungarischen speläologischen Literatur (1917). – Barlangkutatás, 6. köt. 1–4. füz. 84–86. old. Budapest, 1918. - Az igazság érdekében. (Társszerző: Éhik Gyula.) – Barlangkutatás, 6. köt. 1–4. füz. 41–42. old. Budapest, 1918. - Titkári jelentés a Barlangkutató Szakosztály 1918. évi működéséről. – Barlangkutatás, 7. köt. 1–4. füz. 19–22. old. Budapest, 1919. - Sekretärsbericht über die Tätigkeit der Fachsektion für Höhlenkunde im Jahre 1918. – Barlangkutatás (Höhlenforschung), Bd. 7. 1–4. füz. 48–50. old. Budapest, 1919. - Jelentés az 1917–1919. években végzett barlangkutatásaimról. – Barlangkutatás, 7. köt. 1–4. füz. 14–18. old. Budapest, 1919. - Bericht über meine Höhlenforschungen in den Jahren 1917–1919. – Barlangkutatás (Höhlenforschung), Bd. 7. 1–4. füz. 42–45. old. Budapest, 1919. - A barlangoknak személyekről való elnevezéséről. – Turisták Lapja, 31. évf. 3–6. sz. (december) 75–76. old. Budapest, 1919. - Horvátországi barlangokról. (Előadás kivonata). – Barlangkutatás, 7. köt. 1–4. füz. 34. old. Budapest, 1919. - Über kroatische Höhlen. (Vortragsauszug). – Barlangkutatás (Höhlenforschung), Bd. 7. 1–4. füz. 52. old. Budapest, 1919. - A puskaporosi Szinvaszoros és barlangjai. (3 szövegközti képpel). – Barlangkutatás, 8. köt. 1–4. füz. 24–31. old. Budapest, 1920. - Die Puskaporoser Szinvaschlucht und ihre Höhlen. – Barlangkutatás (Höhlenforschung), Bd. 8. 1–4. füz. 55–60. old. Budapest, 1920. - A magyar barlangkutatás állása az 1919. évben. – Barlangkutatás, 8. köt. 1–4. füz. 4–9. old. Budapest, 1920. - Stand der ungarischen Höhlenforschung im Jahre 1919. – Barlangkutatás (Höhlenforschung), Bd. 8. 1–4. füz. 46–48. old. Budapest, 1920. - Jelentés a Magyarhoni Földtani Társulat Barlangkutató Szakosztályának 1919. évi működéséről. – Barlangkutatás, 8. köt. 1–4. füz. 37–38. old. Budapest, 1920. - Bericht über die Tätigkeit der Fachsektion für Höhlenkunde der Ungarischen Geologischen gesellschaft im Jahre 1919. – Barlangkutatás, Bd. 8. 1–4. füz. 64. old. Budapest, 1920. - Jelentés a Magyarhoni Földtani Társulat Barlangkutató Szakosztályának 1920. évi működéséről. – Barlangkutatás, 8. köt. 1–4. füz. 38–39. old. Budapest, 1920. - Bericht über die Tätigkeit der Fachsektion für Höhlenkunde der Ungarischen Geologischen Gesellschaft im Jahre 1920. – Barlangkutatás (Höhlenforschung), Bd. 8. 1–4. füz. 64–65. old. Budapest, 1920. - A Pálvölgyi cseppkő-barlang Budapest határában. (6 képpel). – A Természet, 16. évf. 1–2. sz. 16–20. old. Budapest, 1920. - A Pálvölgyi barlang Budapest főváros határában. (12 képpel). – Turistaság és Alpinizmus, 10. évf. 5. sz. (május) 121–131. old. Budapest, 1920. - A Gellérthegyi Szentiván-barlang. (2 képpel). – Uránia, 21. évf. 29–32. old. Budapest, 1920. - A jánoshegyi átjáró a Budai-hegységben. (2 képpel). – A Természet, 16. évf. 21–22. sz. 208–210. old. Budapest, 1920. - Bibliographia spelaeologica hungarica. (1919, 1920, Bokor Elemér kiegészítésével 1897–1916-ból.) – Barlangkutatás, 8. köt. 1–4. füz. 69–72. old. Budapest, 1920. - A Hámori barlang Borsodmegyében. (2 képpel). – A Természet, 17. évf. 9–10. sz. 56–58. old. Budapest, 1921. - Válasz Bekey Imre Gábor megjegyzéseire. – Turisták Lapja, 33. évf. 1–2. sz. (március) 27–28. old. Budapest, 1921. - A magyar barlangkutatás állása az 1920. évben. – Barlangkutatás, 9. (1921. évi) köt. 1–4. füz. 32–36. old. Budapest, 1922. - Stand der ungarischen Höhlenforschung im Jahre 1920. – Barlangkutatás (Höhlenforschung), Bd. 9. (1921.) 1–4. füz. 55–58. old. Budapest, 1922. - A magyar barlangkutatás állása az 1921. évben. – Barlangkutatás, 9. (1921. évi) köt. 1–4. füz. 37–40. old. Budapest, 1922. - Stand der ungarischen Höhlenforschung im Jahre 1921. – Barlangkutatás (Höhlenforschung), Bd. 9. (1921.) 1–4. füz. 59–60. old. Budapest, 1922. - Az Abaligeti barlang... – Turistaság és Alpinizmus, 12. évf. 7–8. sz. (július–augusztus) 195. old. Budapest, 1922. - A Vrbovsko és Bosiljevo közötti karszthegység geológiai viszonyai. – A Magyar Kir. Földtani Intézet évi jelentése 1917–1919-ről. 242–245. old. Budapest, 1923. - Die geologischen Verhältnisse des Karstgebirges zwischen Vrbvsko und Bosiljevo. – Jahresbericht der kgl. ung. Geologischen Anstalt für 1917–1924. 289–292. old. Budapest, 1923. - Barlangok (In: Budapest dunajobbparti környéke. Részletes Magyar Utikalauzok. I. köt. 3.) Budapest, 1923. - (Barlangok leírása, társszerzőként) In: Barcza Imre és Thirring Gusztáv: Budapest Duna-balparti környéke. = Thirring Gusztáv: Részletes Magyar Utikalauzok. I. köt. Budapest és környéke. 3. Turistaság és Alpinizmus kiadása. 14, 87–88. old. Budapest, 1923. - (Barlangok leírása, munkatársként). In: Vigyázó János: Budai-hegyek részletes kalauza és térképe. (Részletes magyar utikalauzok). Turistaság és Alpinizmus kiadása. 6, 35, 38, 50–51, 53, 59–60, 63. old. Budapest, 1923. - A táborhegyi sziklaüreg Óbuda fölött. (3 képpel). – A Természet, 20. évf. 17–18. sz. 97–99. old. Budapest, 1924. - A magyar barlangkutatás állása az 1922. évben. – Barlangkutatás, 10–13. köt. 1–4. füz. 45–47. old. Budapest, 1925. - Stand der ungarischen Höhlenforschung im Jahre 1922. – Barlangkutatás (Höhlenforschung), Bd. 10–13. 1–4. füz. 73–75. old. Budapest, 1925. - A magyar barlangkutatás állása az 1923. évben. – Barlangkutatás, 10–13. köt. 1–4. füz. 47–49. old. Budapest, 1925. - Stand der ungarischen Höhlenforschung im Jahre 1923. – Barlangkutatás (Höhlenforschung), Bd. 10–13. 1–4. füz. 75–76. old. Budapest, 1925. - A magyar barlangkutatás állása az 1924. évben. – Barlangkutatás, 10–13. köt. 1–4. füz. 49–51. old. Budapest, 1925. - Stand der ungarischen Höhlenforschung im Jahre 1924. – Barlangkutatás (Höhlenforschung), Bd. 10–13. 1–4. füz. 76–77. old. Budapest, 1925. - Az ősember első magyar mellszobra. (1 fényképpel). – Barlangkutatás, 10–13. köt. 1–4. füz. 56. old. Budapest, 1925. - Die erste ungarische Büste des Urmenschen. – Barlangkutatás (Höhlenforschung), Bd. 10–13. 1–4. füz. 79–80. old. Budapest, 1925. - Szekszárd, Tevel és Bonyhád vidékének földtani viszonyai. – A Magyar Kir. Földtani Intézet évi jelentése 1920–1923-ról. 89–93. old. Budapest, 1925. - Die geologischen Verhältnisse der Umgebung von Szekszárd, Tevel, Bonyhád und Döbrököz. – Jahresbericht der kgl. ung. Geologischen Anstalt für 1917–1924. 179–181. old. Budapest, 1934. - Az aggteleki Baradla-barlang talpraállítása. – Földrajzi Közlemények, 54. köt. 117–118. old. Budapest, 1926. - Die Gründung der Ungarischen Höhlenforschenden Gesellschaft. – Mitteilungen über Höhlen- und Karstforschung, Jahrg. 1926. 86–90. old. Berlin, 1926. - A turistaság és a barlangügy... – Turistaság és Alpinizmus, 16. évf. 1–2. sz. (január–február) 43–44. old. Budapest, 1926. - A Magyar Barlangkutató Társaság Megalakulása. – Turistaság és Alpinizmus, 16. évf. 1–2. sz. (január–február) 44–45. old. Budapest, 1926. - Előzetes jelentés a csákvári sziklaüregben végzett ásatásokról. (Társszerző: Kretzoi Miklós.) – Barlangkutatás, 14–15. köt. 1–4. füz. 1–19. old. Budapest, 1927. - Vorläufiger Bericht über die Ausgrabungen in der Csákvárer Höhlung. (Társszerző: Kretzoi Miklós.) – Barlangkutatás (Höhlenforschung), Bd. 14–15. 1–4. füz. 40–60. old. Budapest, 1927. - A magyar barlangkutatás állása az 1925. évben. Barlangvilág, 1. köt. 1–4. füz. 26–31. old. Budapest, 1927. - Stand der ungarischen Höhlenforschung im Jahre 1925. – Barlangkutatás (Höhlenforschung), Bd. 14–15. 1–4. füz. 78–81. old. Budapest, 1927. - A Magyar Barlangkutató Társulat megalakulása. – Barlangvilág, 1. köt. 1–4. füz. 7–12. old. Budapest, 1927. - Gründung der Ungarischen Speläologischen Gesellschaft. – Barlangkutatás (Höhlenforschung), Bd. 14–15. 1–4. füz. 70–74. old. Budapest, 1927. - Zwei fauskeilartige Steingeräte aus Ungarn. (Mit 2 Textfig.) – Wiener Prähistorische Zeitschrift, Bd. 14. 1–7. old. Wien, 1927. - Az újonnan felfedezett barlang Hosszúszó határában. – Barlangkutatás, 14–15. köt. 1–4. füz. 25–26. old. Budapest, 1927. - Die neuentdeckte Höhle bei Hosszúszó in der Tschechoslowakei. – Barlangkutatás (Höhlenforschung), Bd. 14–15. 1–4. füz. 88. old. Budapest, 1927. - A Magyar Barlangkutató Társulat és MKE közös Aggteleki Bizottságának... – Turistaság és Alpinizmus, 17. évf. 5–6. sz. (május–június) 114. old. Budapest, 1927. - A MBT Pálvölgyi Bizottsága... – Turistaság és Alpinizmus, 17. évf. 5–6. sz. (május–június) 115. old. Budapest, 1927. - A MBT Solymári Bizottsága... – Turistaság és Alpinizmus, 17. évf. 5–6. sz. (május–június) 115. old. Budapest, 1927. - A Csákvári sziklaüreg (Báraczháza). – Turistaság és Alpinizmus, 17. évf. 5–6. sz. (május–június) 115. old. Budapest, 1927. - A Hosszúszói barlang újabb adatai... – Turistaság és Alpinizmus, 17. évf. 5–6. sz. (május–június) 115. old. Budapest, 1927. - A magyar és német barlangkutatók érdekközössége. – Turistaság és Alpinizmus, 17. évf. 5–6. sz. (május–június) 115. old. Budapest, 1927. - A német és magyar barlangkutatók magyarországi kongresszusa. – Turistaság és Alpinizmus, 17. évf. 9–10. sz. (szeptember–október) 180–181. old. Budapest, 1927. - Új osztrák barlangkutató-társulat... – Turistaság és Alpinizmus, 17. évf. 9–10. sz. (szeptember–október) 181. old. Budapest, 1927. - Osztrák barlangkutató expedíció Kréta szigetére. – Turistaság és Alpinizmus, 17. évf. 9–10. sz. (szeptember–október) 181. old. Budapest, 1927. - A vecsembükki zsomboly első bemászása. Négy fiatal turista húsvétkor leereszkedett a 70 méter mély barlangba. (1 fényképpel). – Pesti Napló, Budapest, 1927. május 13. - Megindult az Aggteleki barlang földalatti csodavilágának feltárása. – Nemzeti Újság, 9. évf. 59. sz. 1927. március 13. 2. old. - Aggteleki feladatok. – Kárpáti Lapok, 3. évf. 18–20. old. Budapest, 1927. (?) - Die Csákvárer Höhlung bei Székesfehérvár in Ungarn. – Mitteilungen über Höhlen- und Karstforschung, Jahrg. 1928. 1–6. old. Berlin, 1928. - Jelentés Döbrőköz vidékének földtani viszonyairól. – A Magyar Kir. Földtani Intézet évi jelentése 1924-ről. 18–19. old. Budapest, 1928. - Az Aggteleki barlang... – Turisták Lapja, 40. évf. 9–10. sz. (szeptember–december) 237. old. Budapest, 1928. - Vertebraten-paläontologie Ungarns. (Társszerző: Kretzoi Miklós.) a./ Wirbeltiere (Kretzoi Miklós) 9–13. old. b./ Homo fossilis. (Kadić Ottokár) 13. old. – Führer durch die Sammlungen der kgl. Ungarischen Geologischen Anstalt. 9–13. old. Budapest, 1928. - A nádaskai barlangkutató értekezlet. – Turistaság és Alpinizmus, 18. évf. 3. sz. 42–43. old. Budapest, 1928. - Bevezető. (a "Természetvédelem" című rovathoz). – A Természet, 24. évf. 194. old. Budapest, 1928. - A Pálvölgyi barlang... – Turistaság és Alpinizmus, 18. évf. 1–2. sz. (január–február) 18–19. old. Budapest, 1928. - A hámori Annabarlang feltárása. – Turistaság és Alpinizmus, 18. évf. 3. sz. 46. old. Budapest, 1928. - Nordhausenban lesz a barlangkutatók idei vándorgyűlése. – Turistaság és Alpinizmus, 18. évf. 5. sz. 99. old. Budapest, 1928. - Az Aggteleki-barlang (jósvafői bejárata). – Turistaság és Alpinizmus, 18. évf. 9. sz. 209. old. Budapest, 1928. - Adatok a magyar barlangkutatás történetéhez. A magyar barlangkutatás 1926. évi eseményei. – A Természet, 25. évf. 23–24. sz. 232–233. old. Budapest, 1929. - Ásatások a klastrompusztai Leány-barlangban. (1 térképpel). – Turisták Lapja, 41. évf. 9–10. sz. (szeptember–október) 171–174. old. Budapest, 1929. - A magyar barlangkutatás tudományos jellege. – Magyarság, 1929. május 26. 29. old. Budapest, 1929. - Állami kezelésbe kell venni az Aggteleki barlangot. – Magyarság, 1929. június 23. 6. old. Budapest, 1929. - A Pálvölgyi barlang felfedezésének negyedszázados évfordulója. – Magyarság, 10. évf. 221. (2584.) sz. 1929. szept. 29. 12. old. Budapest, 1929. - Barlangkutató expedíció a Bükk-hegységben. – Eger, 40. évf. 213. sz. 1929. november 17. 3. old. Eger, 1929. - Ne firkáljuk össze barlangjainkat és műemlékeinket. – Turistaság és Alpinizmus, 19. évf. 4. sz. 123. old. Budapest, 1929. és A Magyar Turista Szövetség Értesítője (melléklet a Turisták Lapja, 41. évf. 7–8. (július–augusztusi) számához) V. old. Budapest, 1929. - A Csákvári sziklaüreg ásatásának folytatása. – Turistaság és Alpinizmus, 19. évf. 6. sz. 181. old. Budapest, 1929. - A Csévi barlang felásatása. – Turistaság és Alpinizmus, 19. évf. 10. sz. 308. old. Budapest, 1929. - A Pálvölgyi barlang "Bástya" nevű szakaszának rendezése. – A Magyar Turista Szövetség Értesítője (melléklet a Turisták Lapja, 41. évf. 3–4. (március–áprilisi) számához), XX. old. Budapest, 1929. - A Solymári barlangnak rendezése tavasszal megindul. – Turistaság és Alpinizmus, 19. évf. 4. sz. 122. old. Budapest, 1929. - Ásatások a Leánybarlangban. – Turistaság és Alpinizmus, 19. évf. 10. sz. 308. old. Budapest, 1929. - Barlangkutatók vándorgyűlése Salzburgban. – Turistaság és Alpinizmus, 19. évf. 10. sz. 309. old. Budapest, 1929. - Görömbölyi Tapolca hévizes barlangjai. – Turistaság és Alpinizmus, 19. évf. 6. sz. 181–182. old. Budapest, 1929. - Magyar barlangkutatók a Harz-hegységben. – Turistaság és Alpinizmus, 19. évf. 2. sz. 48. old. Budapest, 1929. - Még egy új barlang Tapolca fölött. – Turistaság és Alpinizmus, 19. évf. 6. sz. 182. old. Budapest, 1929. - Olasz barlangtani Intézet... (létesült Postumiában). – Turistaság és Alpinizmus, 19. évf. 4. sz. 122. old. Budapest, 1929. - Újabb ásatás a Szeleta-barlang végső szakaszában. – Turistaság és Alpinizmus, 19. évf. 6. sz. 181. old. Budapest, 1929. - Új barlang Kesztölc határában. – Turistaság és Alpinizmus, 19. évf. 10. sz. 308. old. Budapest, 1929. - Új jégbarlang a Tennengebirgeben. – Turistaság és Alpinizmus, 19. évf. 10. sz. 309. old. Budapest, 1929. - Német természetvédők magyarországi tanulmányútja. – Turistaság és Alpinizmus, 19. évf. 4. sz. 123. old. Budapest, 1929. - A magyar barlangkutatás ősrégészeti eredményei. – Szt. István Akadémia Mennyiségtan-, Természettudományi Osztályának felolvasásai, 2. köt. 8. sz. Klny. 1–12. old. Budapest, 1930. - Ergebnisse der weiteren Grabungen in der Esterházyhöhle (Csákvárer Höhlung). (Társszerző: Kretzoi Miklós.) – Mitteilungen über Höhlen- und Karstforschung, Jahrg. 1930. 45–49. old. Berlin, 1930. - A balatonvidéki barlangok idegenforgalmi jelentőségéről. (2 fényképpel). – Balaton, 23. évf. 8–9. sz. 66–68. old. Budapest, 1930. - A Bükk-hegység barlangjai és őslakói. (1 képpel). – A Természet, 26. évf. 15–16. sz. 182–184. old. Budapest, 1930. - A Bükk-hegység barlangjai és őslakói. (4 képpel). (Folytatás.) – A Természet, 26. évf. 17–18. sz. 204–207. old. Budapest, 1930. - A Pálvölgyi barlang negyedszázados múltja. (1 képpel). – Turistaság és Alpinizmus, 20. évf. 5. sz. 137–139. old. Budapest, 1930. - A nyugati Bükk barlangjainak kutatása. – Turistaság és Alpinizmus, 20. évf. 4. sz. 104. old. Budapest, 1930. - A Kőháti és Nyárjuhegyi (Nyárújhegyi) zsomboly bemászása. – Turistaság és Alpinizmus, 20. évf. 4. sz. 104–105. old. Budapest, 1930. - Az ősember nyomában. Folytassuk az egri Bükk barlangjainak kutatását. – Eger, 41. évf. 196. sz. 1930. augusztus 30. Eger, 1930. (?) - Fejérvármegye, mint az őskori kutatások lelőhelye. Az Eszterházy-barlang kutatásának jelentőségéről. – Székesfehérvári Napló, 1930. április 5, 6, 9. Székesfehérvár, 1930. - Angol barlangkutató kalandos esete. – Turistaság és Alpinizmus, 20. évf. 4. sz. 105. old. Budapest, 1930. - Egy természetvédő negyedszázados munkássága. (Nagy Jenő dr.) – A Természet, 26. évf. 7–8. sz. 80–82. old. Budapest, 1930. - Mi vonzotta az ősembert a Bükkbe? – Turisták Lapja, 42. évf. 4. sz. 128–129. old. Budapest, 1930. - Cholnoky Jenő dr. karszt-tanulmányainak önálló eredményei. – Földrajzi Közlemények, 59. köt. 15–20. old. Budapest, 1931. - Die Ergebnisse von Cholnoky's Karstforschungen. – Geographische Mitteilungen, Bd. 59. 46–48. old. Budapest, 1931. - A lillafüredi Szent István-barlang. (5 képpel). – A Természet, 27. évf. 21–22. sz. 269–274. old. Budapest, 1931. - A turistaság és a hazai barlangkutatás. – Turisták Lapja, 43. évf. 9. sz. (szeptember) 245–246. old. Budapest, 1931. - Budapest – barlangváros. – Turisták Lapja, 43. évf. 9. sz. (szeptember) 249–250. old. Budapest, 1931. - A lillafüredi barlangok idegenforgalmi jelentőségéről. (2 képpel). – Turisták Lapja, 43. évf. 9. sz. (szeptember) 252–255. old. Budapest, 1931. - Megindult a hazai barlangok rendszeres kutatása. – Turistaság és Alpinizmus, 21. évf. 1–2. sz. (január–február) 21–22. old. Budapest, 1931. - A Kecske-barlangban... – Turistaság és Alpinizmus, 21. évf. 1–2. sz. (január–február) 22. old. Budapest, 1931. - A Szemlőhegyi barlang kutatása és felmérése. – Turistaság és Alpinizmus, 21. évf. 1–2. sz. (január–február) 22. old. Budapest, 1931. - A Solymári-barlang... (látogatásának rendje). – Turistaság és Alpinizmus, 21. évf. 12. sz. (december) 321. old. Budapest, 1931. - Csonkamagyarország nevezetesebb barlangjai. = Országos magyar turista kiállítás ismertetője. (Szerkesztette: Vörös T. és Papp L.) 69–71. old. Budapest, 1931. (?) - A magyar barlangkutatás állása az 1927-28. évben. – Barlangvilág, 2. köt. 3–4. füz. 10–16. old. Budapest, 1932. - A magyar barlangkutatás állása az 1931. évben. – Barlangvilág, 2. köt. 1–2. füz. 10–17. old. Budapest, 1932. - Ergebnisse der ungarischen Höhlenforschung im Jahre 1930. – Mitteilungen über Höhlen- und Karstforschung, Jahrg. 1932. 112–114. old. Berlin, 1932. - Preliminary report on the results of excavations in the Subalyuk cave, near Cserépfalu, Hungary. (4 táblával). (Társszerzők: Bartucz, L., Hillebrand, J. and Szabó, J.) – Report of XVI. International Geological Congress Washington, 1933. 783–787. old. Washington, 1933. (?) - A Mussolini-barlang földtani viszonyai. – Die geologischen Verhältnisse der Mussolinihöhle in Ungarn. (2 szelvénnyel). – Földtani Közlöny, 63. köt. 7–12. füz. 177–182. old. Budapest, 1933. - Beszámoló a várbeli pincebarlangok kutatásáról. – Barlangvilág, 3. köt. 1. füz. 14–20. old. Budapest, 1933. - A magyar barlangkutatás állása az 1932. évben. – Barlangvilág, 3. köt. 2. füz. 18–21. old. Budapest, 1933. - A cserépfalui Mussolini-barlang. – Barlangvilág, 3. köt. 2. füz. 11–17. old. Budapest, 1933. - A Szemlőhegyi barlang kutatásának eredményei. – Barlangvilág, 3. köt. 3–4. füz. 1–6. old. Budapest, 1933. - A magyar barlangkutatás állása az 1929. évben. – Barlangvilág, 3. köt. 3–4. füz. 16–21. old. Budapest, 1933. - A várbeli pincebarlangok. Beszámoló a kutatásról. – Budai Napló, 30. évf. 1143. sz. 3–4. old. 1933. október 19. Budapest, 1933. - A jégkor embere Magyarországon. Az összes magyarországi leletek összefoglaló ismertetése. – A Magyar Kir. Földtani Intézet Évkönyve, 30. köt. 1. füz. 1–24. old. Budapest, 1934. - Der Mensch zur Eiszeit in Ungarn. Zusammenfassende Darstellung sämtlicher Funde des Eiszeitlichen Menschen in Ungarn. (Mit 16 Taf.) – Mitteilungen aus dem Jahrbuche der kgl. ung. Geologischen Anstalt, Band 30. Heft 1. 1–147. old. Budapest, 1934. - La Grotta Mussolini. Nuova stezione paleolitica in Ungheria. (7 fig.) – L'Universo, Anno 15. No 10. Separatum 1–12. old. Roma, 1934. - A magyar barlangkutatás állása az 1933. évben. – Barlangvilág, 4. köt. 1. füz. 1–5. old. Budapest, 1934. - A magyar barlangkutatás állása az 1930. évben. – Barlangvilág, 4. köt. 2. füz. 7–12. old. Budapest, 1934. - A cserépfalui Mussolini-barlang. – A Magyar Orvosok és Természetvizsgálók XLI. Vándorgyűlésének... Munkálatai, 208–211. old. Budapest, 1934. - Ergebnisse der ungarischen Höhlenforschung im Jahre 1931. – Mitteilungen über Höhlen- und Karstforschung, Jahrg. 1934. 39–42. old. Berlin, 1934. - A budavári pincebarlangok jelentősége. (5 képpel). – A Természet, 30. évf. 19–20. sz. 220–223. old. Budapest, 1934. - Barlangkutatások és őslénytani gyűjtések. (Jelentés az 1926–1927. évben végzett felvételekről.) – A Magyar Kir. Földtani Intézet évi jelentései az 1925–1928. évekről. 191–195. old. Budapest, 1935. - Höhlenforschungen und paläontologische Aufsammlungen. (Auszug). – Jahresberichte der kgl. ung. Geologischen Anstalt über die Jahre 1925–1928. 195–196. old. Budapest, 1935. - A Mussolini-barlang felásatásának eredményei. – Matematikai és Természettudományi Értesítő, 53. köt. 508–517. old. Budapest, 1935. - Ergebnisse der Ausgrabungen in der Mussolinihöhle. – Matematikai és Természettudományi Értesítő, 53. köt. 518–521. old. Budapest, 1935. - Das Moustérien der Mussolinihöhle. – Mitteilungen über Höhlen- und Karstforschung, Jahrg. 1935. 87–91. old. Berlin, 1935. - A magyar barlangkutatás állása az 1934. évben. – Barlangvilág, 5. köt. 1–2. füz. 11–18. old. Budapest, 1935. - Herman Ottó, a magyar barlang- és ősemberkutatás megindítója. – Barlangvilág, 5. köt. 3–4. füz. 33–38. old. Budapest, 1935. - A Peskő-barlangban eddig végzett ásatások eredményei. (1 képpel). – Barlangvilág, 5. köt. 3–4. füz. 49–54. old. Budapest, 1935. - A balatonfüredi Lóczy-barlang feltárásának eredményei. (Előadás kivonata). – Barlangvilág, 5. köt. 1–2. füz. 29–30. old. Budapest, 1935. - Eiszeit und eiszeitliche Kulturen im heutigen Ungarn. (Társszerző: Kormos Tivadar.) – International Geological Congress Report 16. Session. Vol. 2. 1203–1208. old. Washington, 1935. (?) - A magyar barlangkutatás állása az 1935. évben. – Barlangvilág, 6. köt. 1–2. füz. 19–22. old. Budapest, 1936. - A harmincéves magyar barlangkutatás tudományos eredményei. – Barlangvilág, 6. köt. 3–4. füz. 58–66. old. Budapest, 1936. - A Várhegyi barlang a világ legnagyobb mésztufabarlangja. – Pesti Hírlap, 1936. aug. 19. Budapest, 1936. - Budapest a barlangok városa. (10 képpel). – Földtani Értesítő, 2. köt. 10–14, 101–105, 134–140, 177–181. old. Budapest, 1937. - Az 1930. és 1931. években végzett barlangkutatásaim eredményéről. – A Magyar Kir. Földtani Intézet évi jelentései az 1929–1932. évekről. 531–536. old. Budapest, 1937. - Ergebnisse meiner Höhlenforschungen in den Jahren 1930. und 1931. – Jahresberichte der kgl. ung. Geologischen Anstalt über die Jahre 1929–1932. 537. old. Budapest, 1937. - A Szeleta-barlang szerepe a hazai barlang- és ősemberkutatásban. (4 képpel). – Pótfüzetek a Természettudományi Közlöny 69. kötetéhez. 208. füz. 117–124. old. Budapest, 1937. - A magyar barlangkutatás állása az 1936. évben. – Barlangvilág, 7. köt. 1–2. füz. 1–7. old. Budapest, 1937. - Visszaemlékezés a német és magyar barlangkutatók 1927. évi kongresszusára. (1 képpel). – Barlangvilág, 7. köt. 3–4. füz. 29–41. old. Budapest, 1937. - Megemlékezés Gorjanovic-Kramberger Károlyról. (Arcképpel). – Barlangvilág, 8. köt. 1–2. füz. 1–4. old. Budapest, 1938. - Nachruf auf Karl Gorjanovic-Kramberger. – Barlangvilág (Höhlenwelt), Bd. 8. 1–2. füz. 34. old. Budapest, 1938. - A magyar barlangkutatás állása az 1937. évben. – Barlangvilág, 8. köt. 1–2. füz. 11–16. old. Budapest, 1938. - Stand der ungarischen Höhlenforschung im Jahre 1937. – Barlangvilág, Bd. 8. 1–2. füz. 35–38. old. Budapest, 1938. - Die Höhlenkeller am Budapester Festungsberg. (Mit einer Textfigur.) – Mitteilungen über Höhlen- und Karstforschung, Jahrg. 1938. 138–141. old. 's- Gravenhage, 1938. - A rendszeres ásatások és módszerük. = A cserépfalui Mussolini-barlang (Subalyuk). – Geologica Hungarica. Series palaeontologica. Fasc. 14. 20–26. old. Budapest, 1938. - Die systematischen Ausgrabungen. = Die Mussolini-Höhle (Subalyuk) bei Cserépfalu. – Geologica Hungarica. Series Palaeontologica. Fasc. 14. 23–26. old. Budapest, 1940. - A barlang helyrajzi, morfológiai és rétegtani viszonyai. = A cserépfalui Mussolini barlang (Subalyuk). – Geologica Hungarica. Series Palaeontologica. Fasc. 14. 27–46. old. Budapest, 1938. - Topographische, morphologische und stratigraphische Verhältnisse der Höhle. = Die Mussolini-Höhle (Subalyuk) bei Cserépfalu. – Geologica Hungarica. Series Palaeontologica. Fasc. 14. 27–46. old. Budapest, 1940. - Ősrégészeti eredmények. = A cserépfalui Mussolini-barlang (Subalyuk). – Geologica Hungarica. Series Palaeontologica. Fasc. 14. 106–154. old. Budapest, 1938. - Archäologische Ergebnisse. = Die Mussolini-Höhle (Subalyuk) bei Cserépfalu. – Geologica Hungarica. Series Palaeontologica. Fasc. 14. 113–169. old. Budapest, 1940. - Dreissig Jahre ungarischer Höhlenforschung. – Barlangkutatás, 16. köt. 1. füz. 1–7. old. Budapest, 1938. - A Rózsadomb és Vidéke Egyesület... (Előadás kivonata.) – Turisták Lapja, 50. évf. 8–9. sz. (augusztus–szeptember) (A Magyar Turista Szövetség Hivatalos Értesítője 3. [13.] évf. 8. sz. [augusztus]) 395–396. old. Budapest, 1938. - A Rózsadomb és környéke barlangjai. – A Magyar Barlangkutató Társulat kiadása. 1–16. old. Budapest, 1938. - Felsőtárkány vidékének barlangjai. (34 képpel, 1 táblával és 6 térképpel). (Társszerző: Mottl Mária.) – Barlangkutatás, 16. köt. 1. füz. 8–70. old. Budapest, 1938. - Die Höhlen der Umgebung von Felsőtárkány. (Auszug). – Barlangkutatás (Höhlenforschung), Bd. 16. 1. füz. 70–89. old. Budapest, 1938. - Mit kell tudnunk a barlangokról? (8 képpel és 1 táblával). – Barlangvilág, 8. köt. 3–4. füz. 48–69. old. Budapest, 1938. - Was müssen wir von den Höhlen wissen? – Barlangvilág (Höhlenwelt), Bd. 8. 3–4. füz. 75–78. old. Budapest, 1938. - A magyar barlangkutatás állása az 1938. évben. – Barlangvilág, 9. köt. 3. füz. 53–58. old. Budapest, 1939. - Mit kell tudnunk a barlangokról? (Folytatás.) (7 képpel). – Barlangvilág, 9. köt. 1–2. füz. 6–32. old. Budapest, 1939. - Stand der ungarischen Höhlenforschung im Jahre 1938. – Barlangvilág (Höhlenwelt), Bd. 9. 3. füz. 64–67. old. Budapest, 1939. - A budavári barlangpincék földtani viszonyai. Három műmellékleten 4 ábrával. – A Szent István Akadémia Mennyiségtan-, Természettudományi Osztályának Értekezései, 3. köt. 4. sz. Klny. 1–12. old. Budapest, 1939. - Die geologischen Verhältnisse der Höhlenkeller am Budavár. – A Szent István Akadémia Mennyiségtan-, Természettudományi Osztályának értekezései. Band 3. No. 4. 13–20. old. Budapest, 1939. - A Várhegyi barlang feltárásának története. (6 képpel). – Természettudományi Közlöny, 71. köt. 1098. füz. 478–484. old. Budapest, 1939. - Karszttünemények. (4 képpel). – A Természet, 35. évf. 2. sz. 31–36. old. Budapest, 1939. - Az ősemberi csontleletek története. – Búvár, 5. évf. 250–256. old. Budapest, 1939. - Hogyan pusztultak el az ősállatok? – Búvár, 5. évf. 665–668. old. Budapest, 1939. - Hogyan maradtak meg az ősállatok? – Búvár, 5. évf. 797–801. old. Budapest, 1939. - Védjük meg a természeti emlékeket. (3 képpel). – A Természet, 35. évf. 11. sz. 226–228. old. Budapest, 1939. - A hazai barlangügy törvényes rendezése. – Barlangvilág, 9. köt. 4. füz. 80–89. old. Budapest, 1940. - Gesetzliche Regelung des ungarischen Höhlenwesens. – Barlangvilág, Bd. 9. 4. füz. 93–94. old. Budapest, 1940. - Cserépfalu vidékének barlangjai. (23 szövegképpel, 6 táblával és 4 térképpel). – Barlangkutatás, 16. köt. 2. füz. 141–228. old. Budapest, 1940. - Die Höhlen der Umgebung von Cserépfalu. (Auszug.) – Barlangkutatás (Höhlenforschung), Bd. 16. 2. füz. 229–274. old. Budapest, 1940. - A Mussolini-barlang ásatásának eredményei. (Két ábrával és négy táblával). – A Szent István Akadémia Mennyiségtan-, Természettudományi Osztályának Értekezései, 3. köt. 6. sz. Kny. 1–20. old. Budapest, 1940. - Endresultate der Ausgrabungen in der Mussolinihöhle. – A Szent István Akadémia Mennyiségtan-, Természettudományi Osztályának Értekezései, 3. köt. 6. sz. Kny. 21–40. old. Budapest, 1940. - Jelentés az 1932–1934. években végzett barlangkutatásaim eredményéről. – A Magyar Kir. Földtani Intézet évi jelentései az 1933–35. évekről, 4. köt. 1949–1958. old. Budapest, 1940. - Bericht über die Ergebnisse meiner in den Jahren 1932–1934. getatigten Höhlenforschungen. – Jahresberichte der kgl. ung. Geologischen Anstalt über die Jahre 1933–1935. Bd. 4. 1959–1970. old. Budapest, 1940. - A magyar barlangkutatás állása az 1939. évben. – Barlangvilág, 10. köt. 1–2. füz. 11–16. old. Budapest, 1940. - Stand der ungarischen Höhlenforschung im Jahre 1939. – Barlangvilág (Höhlenwelt), Bd. 10. 1–2. füz. 27–30. old. Budapest, 1940. - Hogyan kutatjuk a barlangokat? (4 képpel). – Búvár, 6. évf. 347–352. old. Budapest, 1940. - A magyar barlangkutatás állása az 1940. évben. – Barlangvilág, 11. köt. 1–4. füz. 13–19. old. Budapest, 1941. - Stand der ungarischen Höhlenforschung im Jahre 1940. – Barlangvilág, Bd. 11. 1–4. füz. 36–38. old. Budapest, 1941. - Őskori élet a Mussolini-barlangban. (8 képpel.) – A Természet, 37. évf. 12. sz. 162–167. old. Budapest, 1941. - Várhegyi barlangpincék. (Alaprajz és 4 fénykép). – Magyar Építőművészet, 92–93. old. Budapest, 1941. - A magyar barlangkutatás állása az 1941. évben. – Barlangvilág, 12. köt. 1–2. füz. 20–27. old. Budapest, 1942. - Stand der ungarischen Höhlenforschung im Jahre 1941. – Barlangvilág (Höhlenwelt), Bd. 12. 1–2. füz. 45–47. old. Budapest, 1942. - A budavári barlangpincék, a Várhegyi barlang és a barlangtani gyűjtemény ismertetése. (13 képpel). – Barlangvilág, 12. köt. 3–4. füz. 49–75. old. Budapest, 1942. - Die Höhlenkeller von Budavár, die Várhegyer Höhle und die speläologische Sammlung. – Barlangvilág (Höhlenwelt), Bd. 12. 3–4. füz. 92–95. old. Budapest, 1942. - A Magyar Barlangkutató Társulat barlangtani gyűjteménye. (1 képpel). – Földtani Értesítő, 7. köt. 127–130. old. Budapest, 1942. - A barlangok, mint természeti emlékek. (4 képpel.) – Természettudományi Közlöny, 74. köt. 1134. füz. 225–233. old. Budapest, 1942. - Nagyvisnyó környékének barlangjai. (Előadás kivonata.) – Barlangvilág, 12. köt. 1–2. füz. 31–32. old. Budapest, 1942. - Megemlékezés gróf Markovich Béláról. (Arcképpel). – Barlangvilág, 13. köt. 3–4. füz. 34–35. old. Budapest, 1943. - Nachruf auf Graf Béla v. Markovich. – Barlangvilág (Höhlenwelt), Bd. 13. 3–4. füz. 66–67. old. Budapest, 1943. - A magyar barlangkutatás állása az 1942. évben. – Barlangvilág, 13. köt. 3–4. füz. 52–58. old. Budapest, 1943. - Stand der ungarischen Höhlenforschung im Jahre 1942. – Barlangvilág (Höhlenwelt), Bd. 13. 3–4. füz. 69–71. old. Budapest, 1943. - A Herman Ottó barlang idegenforgalmi rendezése. (Két fényképpel). – Országjárás, 4. évf. 40. sz. 1943. nov. 19. Budapest, 1943. nov. 19. Budapest, 1943. - A Gellérthegyi Szent Iván barlang. (1 fényképpel). – Országjárás, 4. évf. 43. sz. 1943. dec. 31. Budapest, 1943. - Az Északnyugati Bükk barlangjai. (31 szövegképpel és 9 térképmelléklettel). (Társszerző: Győrffyné Mottl Mária.) – Barlangkutatás, 17. köt. 1. füz. 1–84. old. Budapest, 1944. - Die Höhlen des nordwestlichen Bükkgebirges. (Társszerző: Győrffyné Mottl Mária.) – Barlangkutatás (Höhlenforschung), Bd. 17. 1. füz. 85–111. old. Budapest, 1944. - Új barlangpince a Várban. A Szentháromság-tér 8. sz. ház barlangpincéje. – Országjárás, 1944. febr. 25. és Budai Krónika, 1944. márc. 1. Budapest, 1944 - Kadić Ottokár, a magyar barlangkutatás atyja. Önéletrajz; szerk. Székely Kinga; Magyar Állami Földtani Intézet, Budapest, 2010 |